# 斯韦特兰娜·拉兹沃罗特涅娃
斯韦特兰娜·维克托罗芙娜·拉兹沃罗特涅娃（羅馬化：Svetlana Viktorovna Razvorotneva；1968年3月25日—）是俄罗斯政治人物，第八届国家杜马代表。1992年，她获得政治学理学副博士学位。
1992年至1995年，拉兹沃罗特涅娃在美国和加拿大研究所担任实验室助理和初级科学家。1995年至2003年，她担任公共关系和选举技术领域的独立顾问。2003年至2004年，她领导俄罗斯联邦人民党新闻部门。2010年至2014年，拉兹沃罗特涅娃担任第三届和第四届俄罗斯联邦公众院成员。2012年至2021年，她担任国家住房和公共服务领域公共控制中心“ZhKH Control”的执行主任。2021年9月起，她担任第八届国家杜马代表。

## 制裁
拉兹沃罗特涅娃于2022年因俄乌战争而受到英国政府制裁。